# Wayne Davis
Wayne Davis (ur. 22 sierpnia 1991 w Raleigh) – amerykański lekkoatleta, płotkarz. Od sierpnia 2011 reprezentuje Trynidad i Tobago.

## Osiągnięcia
- złoty medal mistrzostw świata juniorów młodszych (bieg na 110 metrów przez płotki 91,4 cm, Ostrawa 2007)
- złoto mistrzostw panamerykańskich juniorów[2] (bieg na 110 metrów przez płotki 99 cm, Port-of-Spain 2009)
- srebro mistrzostw Ameryki Środkowej i Karaibów (bieg na 110 metrów przez płotki, Morelia 2013)
- medalista mistrzostw NCAA

Davis reprezentował Trynidad i Tobago na igrzyskach olimpijskich w Londynie, gdzie dotarł do półfinału biegu na 110 m przez płotki.

## Rekordy życiowe
- bieg na 110 metrów przez płotki (91,4 cm) – 13,18 (2007) rekord świata juniorów i kadetów
- bieg na 110 metrów przez płotki (99 cm) – 13,08 (2009) były rekord świata juniorów (do 2014)
- bieg na 110 metrów przez płotki – 13,20 (2014) / 13,14w (2013)
- bieg na 60 metrów przez płotki (hala) – 7,59 (2013) rekord Trynidadu i Tobago

Do zawodnika należy były rekord Trynidadu i Tobago w biegu na 110 metrów przez płotki (13,37 w 2012).